# Бешір Бен Саїд
Бешір Бен Саїд (араб. بشير بن سعيد; фр. Bechir Ben Saïd, нар. 29 листопада 1994, Габес) — туніський футболіст, воротар клубу «Монастір».
Виступав, зокрема, за клуб «Габес», а також національну збірну Тунісу.

## Клубна кар'єра
Народився 29 листопада 1994 року в місті Габес. Вихованець футбольної школи клубу «Габес». Дорослу футбольну кар'єру розпочав 2014 року в основній команді того ж клубу, в якій провів чотири сезони, взявши участь в 11 матчах чемпіонату. 
До складу клубу «Монастір» приєднався 2018 року. Станом на 29 березня 2022 року відіграв за монастірську команду 65 матчів в національному чемпіонаті.

## Виступи за збірну
У 2022 році дебютував в офіційних матчах у складі національної збірної Тунісу.
| Дата      | Місто  | Господарі    | Результат | Гості      | Турнір                                      | Голи | Примітки |
| --------- | ------ | ------------ | --------- | ---------- | ------------------------------------------- | ---- | -------- |
| 12-1-2022 | Лімбе  | Туніс        | 0 – 1     | Малі       | Кубок африканських націй 2021 - 1-й етап    | -1   |          |
| 16-1-2022 | Лімбе  | Туніс        | 4 – 0     | Мавританія | Кубок африканських націй 2021 - 1-й етап    | -    |          |
| 20-1-2022 | Лімбе  | Гамбія       | 1 – 0     | Туніс      | Кубок африканських націй 2021 - 1-й етап    | -1   |          |
| 23-1-2022 | Гаруа  | Нігерія      | 0 – 1     | Туніс      | Кубок африканських націй 2021 - 1/8 фіналу  | -    |          |
| 29-1-2022 | Гаруа  | Буркіна-Фасо | 1 – 0     | Туніс      | Кубок африканських націй 2021 - чвертьфінал | -1   |          |
| 25-3-2022 | Бамако | Малі         | 0 – 1     | Туніс      | Відбір до ЧС 2022                           | -    |          |
| 29-3-2022 | Радес  | Туніс        | 0 – 0     | Малі       | Відбір до ЧС 2022                           | -    | 90+3'    |
| Усього    |        | Матчів       | 7         |            | Голів                                       | -3   |          |